# Charmosynoides
Charmosynoides is een monotypisch geslacht van vogels uit de familie van de Psittaculidae (papegaaien van de Oude Wereld). De wetenschappelijke naam van het geslacht is op grond van DNA-onderzoek in 2020 gelgig gepubliceerd. De enige soort:
- Charmosynoides margarethae - Hertoginnenlori